# Sara Marom Szalew
Sara Marom Szalew (hebr.: שרה מרום שלו, ang.: Sarah Marom-Shalev, ur. 23 września 1934 w Dorohoi) – izraelska polityk, w latach 2006–2009 poseł do Knesetu z listy Gil.
W wyborach parlamentarnych w 2006 dostała się do izraelskiego parlamentu. W siedemnastym Knesecie zasiadała w komisjach pracowników zagranicznych, absorpcji imigrantów oraz spraw wewnętrznych i środowiska.